# Pensiero di Jacques Monod
Jacques Monod (Parigi, 9 febbraio 1910 – Cannes, 31 maggio 1976), biologo e filosofo francese, vincitore del premio Nobel per la medicina nel 1965 e membro della Legion d'onore ha elaborato sulla base delle nuove scoperte scientifiche una filosofia che cerca di risolvere l'antico dualismo tra caso e necessità. La nuova conoscenza scientifica del mondo, comporterà anche la definizione di nuovi valori etici.

## La filosofia e la scienza
Nella prefazione a Il caso e la necessità lo stesso Monod chiarisce il suo rapporto con la filosofia:
La sua vuol dunque essere una filosofia della scienza che si avvalga del progresso scientifico per chiarire e dare soluzioni ad antichi problemi della storia della filosofia come quello riguardante i concetti contrastanti di caso e necessità, di una concezione casuale della realtà opposta ad una deterministica. Su questo dilemma Monod è convinto di poter dare una risposta definitiva al di là di ogni impostazione metafisica e sulla base di oggettive osservazioni empiriche.

## Caso e necessità

### Evoluzionisti e creazionisti
Ne L'origine delle specie (1859) Charles Darwin con la sua teoria evoluzionistica sosteneva le variazioni morfologiche degli esseri viventi non prendendo in esame la considerazione della natura come finalismo di un'azione provvidenziale di un Dio creatore. Nasceva quindi una polemica con i cosiddetti creazionisti i quali rifiutavano una spiegazione meccanicistica e naturalistica dello sviluppo della vita escludente un qualsiasi intervento sovrannaturale.
Non mancarono tentativi di operare una sintesi tra le due concezioni come quella tentata da Asa Gray (1810–1888), corrispondente dello stesso Charles Darwin con il quale scambiò opinioni ed informazioni che si rivelarono utili nello sviluppo dell'opera del naturalista inglese, che fu uno strenuo difensore della teoria darwiniana dell'evoluzione e della selezione naturale (pubblicò in questo senso anche una raccolta di saggi, intitolata Darwiniana) ma che nello stesso tempo auspicava una riconciliazione fra l'evoluzionismo e le tesi ortodosse cristiane, a quel tempo considerate dalla maggior parte delle persone come irrimediabilmente antagoniste e mutuamente esclusive.
Schierato sulle posizioni darwiniane era invece Charles Sanders Peirce (1839–1914), matematico, filosofo e semiologo statunitense che in opposizione sia al determinismo positivistico che al neoidealismo, negatore della validità teorica delle affermazioni scientifiche, sosteneva con il tichismo che il mondo è immerso nel dominio del caso, dell'imprevedibilità e dell'irregolarità.
Con il libro Il caso e la necessità (1970) Jacques Monod s'inserisce nella polemica affermando che «[Le alterazioni nel DNA] sono accidentali, avvengono a caso. E poiché esse rappresentano la sola fonte possibile di modificazione del testo genetico, a sua volta unico depositario delle strutture ereditarie dell'organismo, ne consegue necessariamente che soltanto il caso è all'origine di ogni novità, di ogni creazione nella biosfera. Il caso puro, il solo caso, libertà assoluta ma cieca, alla radice stessa del prodigioso edificio dell'evoluzione: oggi questa nozione centrale della Biologia non è più un'ipotesi fra le molte possibili o perlomeno concepibili, ma è la sola concepibile in quanto è l'unica compatibile con la realtà quale ce la mostrano l'osservazione e l'esperienza. Nulla lascia supporre (o sperare) che si dovranno, o anche solo potranno, rivedere le nostre idee in proposito.»
Gli esseri viventi infatti rappresentano un sistema chiuso: essi sono caratterizzati dall'"invarianza" cioè dalla capacità di trasmettere la propria struttura genetica alle generazioni successive e dalla "teleonomia", ovvero una apparente progettualità nelle loro funzioni e processi. Quando si verifica una mutazione questa è da ascrivere non ad un'impossibile interazione con l'ambiente ma piuttosto con eventi casuali verificatisi al suo interno:

«Gli eventi iniziali elementari, che schiudono la via dell'evoluzione ai sistemi profondamente conservatori rappresentati dagli esseri viventi sono microscopici, fortuiti e senza alcun rapporto con gli effetti che possono produrre nelle funzioni teleonomiche.»
Tuttavia, dal momento in cui la modifica nella struttura del DNA si è verificata, una volta avvenuta la mutazione «l'avvenimento singolare, e in quanto tale essenzialmente imprevedibile, verrà automaticamente e fedelmente replicato e tradotto, cioè contemporaneamente moltiplicato e trasposto in milioni o miliardi di esemplari. Uscito dall'ambito del puro caso, esso entra in quello della necessità, delle più inesorabili determinazioni. La selezione opera in effetti in scala macroscopica, cioè a livello dell'organismo.»
Monod quindi opera una sintesi tra il caso che origina le mutazioni e il rigido determinismo che opera nel meccanismo della selezione naturale nel momento in cui l'essere vivente mutato si deve mettere alla prova con l'ambiente.

## L'etica della conoscenza

### L'uomo tra la biosfera e le idee
La premessa è che la scienza ci ha dimostrato che «nell'uomo essa sa riconoscere l'animale, non assurdo ma strano, prezioso per la sua stessa stranezza; un essere che, appartenendo contemporaneamente ai due regni - la biosfera e il regno delle idee - è al tempo stesso torturato e arricchito da questo dualismo lacerante che si esprime nell'arte, nella poesia e nell'amore umano»
Di fronte a quest'uomo biologicamente necessitato ed insieme libero occorre che «l'etica della conoscenza [sia] anche, in un certo senso, conoscenza dell'etica, delle pulsioni, delle passioni, delle esigenze e dei limiti dell'essere biologico.»

### Una nuova etica
La conoscenza è stata sempre il primo passo per l'agire, per l'etica. Oggi che la scienza ci offre una nuova visione del mondo, mettendoci di fronte alla cogente accettazione che le azioni umane sono determinate e che nella vita dell'uomo biologico predomina il caso è il momento di impostare nuovi valori etici per la stessa conoscenza:
«L'etica della conoscenza ossia l'accettazione ossia la consapevolezza della necessità del caso di un caso prolungato sia a livello biologico che a livello comportamentistico può riscattare l'uomo dalla falsità dei modelli animisti e materialisti»
Bisogna quindi andare oltre una concezione animistica di una realtà dove si attribuiscono proprietà spirituali a determinate realtà materiali così come superare la visione di una vita umana impostata secondo i valori rigidamente ed esclusivamente materiali rivelati dalla nuova scienza.

### Il superamento della visione animistica
Le moderne società hanno approfittato del progresso scientifico: 

«Nell'arco di tre secoli la scienza, fondata sul postulato di oggettività, ha conquistato il suo posto nella società: nella pratica ma non nelle anime. Le società moderne sono costruite sulla scienza. Le devono la loro ricchezza, la loro potenza e la certezza che ricchezze e potenze ancora maggiori saranno in un domani accessibili all'uomo, se egli lo vorrà [...]. Le società moderne hanno accettato le ricchezze e i poteri che la scienza svelava loro, hanno appena inteso ma non accettato il messaggio più profondo della scienza: la definizione di una nuova e unica fonte di verità, l'esigenza di una revisione totale delle basi dell'etica...»
Ma le società moderne non si sono rese conto che questa nuova conoscenza implicava anche l'accettazione di nuovi valori etici poiché quelli antichi erano stati eliminati proprio dal progresso del sapere scientifico:

«Le società moderne devono la loro potenza materiale a quest'etica fondatrice della conoscenza, e la loro debolezza morale ai sistemi di valori, distrutti dalla conoscenza stessa e ai quali esse tentano ancora di riferirsi. Questa contraddizione è fatale, e scava quella voragine che vediamo aprirsi sotto di noi»; le società attuali hanno voluto ignorare questi nuovi valori e hanno continuato a interpretare il mondo secondo la «tradizione animistica», non volendo abbandonare «l'"antica alleanza"» tra le verità rivelate dalla scienza e i tradizionali valori etici, ormai obsoleti, e accettare «la necessità di stringerne una nuova...Provviste di ogni potere, dotate di tutte le ricchezze che la scienza offre loro, le nostre società tentano ancora di vivere e di insegnare sistemi di valori, già minati alla base da questa stessa scienza.»
La scienza moderna ha mostrato l'insanabile opposizione tra le verità oggettive empiricamente dimostrate e il mondo dei valori individuali: il suo inarrestabile progresso ha rotto il patto, l' "antica alleanza" che l'uomo aveva stretto con la natura concependola animisticamente. Nel mondo aristotelico l'uomo credeva di avere il suo posto al culmine della natura: in quanto essere vivente e conoscente la natura, questa era costituita a sua misura, anzi egli era alla cima della piramide naturale i cui gradini inferiori gli offrivano le infinite potenzialità per il suo sviluppo.
Ora invece l'uomo finalmente sa di essere solo nell'immensità indifferente dell'Universo da cui è emerso per caso. La scienza moderna «rivela all'uomo che egli è un accidente, quasi un estraneo nell'universo e riduce l'antica alleanza tra lui e il resto della creazione a un filo tenue e fragile.»
«Il caso strappa il vivente dall'ordine inanimato della natura, come se la morte gli concedesse una dilazione, collocandolo però al margine di un universo di cui non costituisce che un'arbitraria particolarità».

### Un socialismo scientifico
«L'etica della conoscenza sia l'unico atteggiamento, razionale e a un tempo deliberatamente idealistico, su cui si potrebbe costruire un vero socialismo».
Abbandonata la concezione materialista della storia del socialismo marxista, con il suo «profetismo storicistico fondato sul materialismo dialettico» la nuova etica sarà il fondamento di una rinnovata politica per l'uomo che «liberato sempre più dai vincoli materiali e dalle schiavitù menzognere dell'animismo, [...] potrebbe finalmente vivere in modo autentico, difeso da istituzioni che, scorgendo in lui a un tempo il suddito e il creatore del Regno, dovrebbero servirlo nella sua essenza più unica e più preziosa.»
«Questa è forse un'utopia. Ma non è un sogno incoerente. È un'idea che si impone grazie alla sola forza della sua coerenza logica. È la conclusione a cui necessariamente conduce la ricerca dell'autenticità. L'antica alleanza è infranta; l'uomo finalmente sa di essere solo nell'immensità indifferente dell'Universo da cui è emerso per caso. Il suo dovere, come il suo destino, non è scritto in nessun luogo. A lui la scelta tra il Regno e le tenebre.»